# Висше военновъздушно училище „Георги Бенковски“
Висшето военновъздушно училище (ВВВУ) „Георги Бенковски“ подготвя висококвалифицирани авиационни и инженерни кадри за нуждите на Военновъздушните сили на Република България, гражданската авиация, икономиката и други организации. Училището се намира в гр. Долна Митрополия на 12 км от гр. Плевен.

## История
Факултет „Авиационен“ във ВВВУ „Георги Бенковски“ е наследник на няколко български авиационни училища и школи.
Първата от тях – Авиационната школа с началник Радул Милков, е създадена още през 1914 г. Аеропланното училище (с началник Продан Таракчиев), създадено през 1915 г. и демобилизирано през 1918 г. по клаузите на Ньойския договор, възобновява дейността си през 1923 г. От 1928 г. юнкери-летци се подготвят и във Военното училище в София. През 1936 г. се създават въздушни учебни школи, които през 1940 г. се преобразуват във Въздушно училище. В него освен летци се подготвят и други авиационни специалисти.
През 1945 г. във Враждебна, край София, се създава Народното военновъздушно училище, което през 1948 г. се премества в Долна Митрополия. В Божурище е училището за щурмани и свързочници, а в Ловеч и Горна Оряховица – за техници. През 1959 г. всички български авиационни училища се обединяват в едно – Висше народно военновъздушно училище (ВНВВУ) „Г. Бенковски“. След 1990 г. ВНВВУ става висше военно въздушно училище.
От 1 септември 2002 ВВВУ „Г.Бенковски“ се преобразува във Факултет „Авиационен“ на Националния военен университет „Васил Левски“.
На 18 април 2019 г. Народното събрание приема решение за откриване на Висше военновъздушно училище „Георги Бенковски“ и за закриване на факултет „Авиационен“ в структурата на Националния военен университет „Васил Левски“, като дейността на факултета преминава във факултет „Авиационен“ в структурата на ВВВУ „Георги Бенковски“. Решението влиза в сила на 1 януари 2020 г.
На 16 декември 2019 г. за началник на училището е назначен полковник Юлиян Радойски, считано от 1 януари 2020 година.

## Структура
В структурата на факултета влизат управление, катедри, научноизследователска секция и отделение за административно документално обслужване и контакти.
Във Факултет „Авиационен“ са подготвени хиляди кадри за военната и гражданската авиация, на България и на други страни. Академичната, военната и военно-специалната подготовка се провежда от академичен състав с висока научна квалификация, а летателната подготовка – от отлично подготвен командно-инструкторски състав. Новите кадри след 1 г. се освобождават.

## Специалности
военни:
- летец-пилот;
- щурман-управление на въздушното движение;
- летателни апарати и авиационни двигатели;
- радиоелектронно оборудване на летателните апарати;
- авиационно въоръжение;
- авиационни електроприборни и автоматични системи
- комуникационни, информационни и навигационни системи;
- летищно осигуряване

граждански:
- Авиационна техника и технологии,
- Автоматика, информационна и управляваща техника,
- Електроника

## Главни цели
- подготовка, следдипломна квалификация и специализация на летци и други авиационни специалисти, способни да прилагат и развиват научно-технически и практико-приложни знания и умения във всички области на военната авиация (при решаване на задачи, свързани с организирането и управлението на летателната и техническата експлоатация, производствената и ремонтната дейност на авиационната техника, осигуряването на висока надежоност на летателните апарати при висока оценка на безопасността на полетите), а също така като изпълнители и ръководители в структурите на ВВС на БА за осигуряване боеспособността на авиационните бази;
- провеждането на фундаментална и приложна научноизследователска дейност по основните направления в съвременната авиационна наука;
- организиране и провеждане на учебно-образователен процес по една специалност с девет специализации от професионалното направление 9.2 „Военно дело“ и по 2 граждански специалности от професионалните направления 5.2 „Електротехника, електроника и автоматика“ и 5.5 „Транспорт, корабоплаване и авиация“ от Държавния регистър на образователно-квалификационните степени по професионални направление въз основа на добрите традиции на българското висше образование и на опита на водещи световни авиационни училища (академии) и факултети.

## Наименования
През годините учебното заведени носи различни имена според претърпените реорганизации:
- Висше народно военно въздушно училище „Георги Бенковски“ (18 юли 1959 – 1991)
- Висше военновъздушно училище (1991 – 1 септември 2002)
- Факултет „Авиационен“ към НВУ (1 септември 2002 – 1 януари 2020)
- Висше военновъздушно училище „Георги Бенковски“ (от 1 януари 2020)

## Началници/декани
Званията са към датата на заемане на длъжността:
- Лазар Белухов
- полковник Атанас Атанасов (1946? – 19 юли 1949)
- полковник Къню Христов (към 1950)
- генерал-майор Желязко Желязков – (1963 – 1970)
- полковник Стоян Минов Велков – (1970 – 1975)
- генерал-майор Димитър Караджиков (1975 – септември 1987)
- генерал-майор Илия Синапов (септември 1987 – 16 май 1990)
- полковник Иван Бачев (16 май 1990 – 3 май 1999)
- полковник Пенко Андреев (3 май 1999 – 1 октомври 2002)
- полковник инж. доц. д-р Борислав Додев (1 октомври 2002 – 30 ноември 2003)
- полковник инж. доц. д-р Панайот Узунов – (2004 – 2009)
- полковник доц. д-р инж. Даньо Лалов – (2009 – 2013)
- полковник Проф. д-р инж. Марин Маринов (2014 – 1 януари 2020)
- бригаден генерал Юлиян Радойски (от 1 януари 2020)